# فهرست آثار ملی شهرستان سرایان
شهرستان سرایان در شمال غربی استان خراسان جنوبی واقع است. شهرستان سرایان از غرب به شهرستان فردوس، از شمال به بخش کاخک شهرستان گناباد، از شرق به بخش سده شهرستان قائنات، از جنوب و جنوب شرق به بخش خوسف شهرستان بیرجند و از جنوب غربی به بخش دیهوک شهرستان طبس محدود می‌شود. مرکز این شهرستان، شهر سرایان است. این شهرستان تا مردادماه ۱۳۸۴ جزء بخش‌های سه‌گانه شهرستان فردوس بود که در این سال به صورت شهرستان مستقل درآمد و به استان خراسان جنوبی ملحق شد.

## آثار ثبت‌شده
| ردیف | نام اثر             | نگاره | دیرینگی           | موقعیت                                                                                                 | شمارهٔ ثبت | تاریخ ثبت  | منبع  |
| ---- | ------------------- | ----- | ----------------- | --- | --------- | ---------- | ----- |
| ۱    | کاروانسرای سرایان   |       | صفویه             | شهر سرایان، خیابان کوثر ۳۳°۵۱′۱۸٫۷۷۲۹″ شمالی ۵۸°۳۱′۴٫۷۸۸۵″ شرقی / ۳۳٫۸۵۵۲۱۴۶۹۴°شمالی ۵۸٫۵۱۷۹۹۶۸۰۶°شرقی | ۸۷۳۳      | ۱۳۸۲/۰۳/۱۰ | [ ۲ ] |
| ۲    | مسجد جامع سرایان    |       | صفویه             | حاشیه جنوبی شهر سرایان، در انتهای خیابان کوثر                                                          | ۸۷۳۴      | ۱۳۸۲/۰۳/۱۰ |       |
| ۳    | حمام قدیمی سرایان   |       | صفویه             | سرایان، میدان کوثر                                                                                     | ۸۷۳۵      | ۱۳۸۲/۰۳/۱۰ |       |
| ۴    | آب‌انبار فاضلخانی    |       | صفویه             | سرایان، داخل شهر                                                                                       | ۸۷۳۶      | ۱۳۸۲/۰۳/۱۰ |       |
| ۵    | تپه حصار پایین      |       | سلجوقی ـ صفوی     | شهرستان سرایان، بخش مرکزی، دهستان مصعبی، ۷ کیلومتری جنوب شرق شهر آیسک                                  | ۱۵۲۸۳     | ۱۳۸۴/۱۲/۲۴ |       |
| ۶    | مسجد ارگ قلعه       |       | قاجاریه           | شهر سه قلعه، داخل شهر                                                                                  | ۱۵۲۸۵     | ۱۳۸۴/۱۲/۲۴ |       |
| ۷    | آرامگاه تورانشاه    |       | قرن ۹ ه‍.ق          | شهر سرایان، داخل شهر                                                                                   | ۱۵۲۸۶     | ۱۳۸۴/۱۲/۲۴ |       |
| ۸    | رباط مورشک          |       | صفویه             | شهرستان قائنات، بخش سه قلعه، دهستان دوکوهه، ۴۲ کیلومتری جنوب غرب سه قلعه                               | ۱۵۲۹۰     | ۱۳۸۴/۱۲/۲۴ |       |
| ۹    | آب‌انبار جهانی       |       | پهلوی             | شهر سه قلعه، داخل شهر                                                                                  | ۱۵۳۰۹     | ۱۳۸۴/۱۲/۲۴ |       |
| ۱۰   | سد زو               |       | تاریخی            | شهرستان سرایان، بخش مرکزی، دهستان مصعبی، ۴ کیلومتری جنوب روستای بنی خانیک                              | ۱۵۳۱۲     | ۱۳۸۴/۱۲/۲۴ |       |
| ۱۱   | مسجد دو حصاران      |       | زندیه             | شهرستان سرایان، بخش مرکزی، دهستان مصعبی، روستای دو حصاران                                              | ۱۵۳۱۳     | ۱۳۸۴/۱۲/۲۴ |       |
| ۱۲   | آب‌انبار دو حصاران   |       | قاجاریه           | شهرستان سرایان، بخش مرکزی، دهستان معصبی، داخل روستای دو حصاران                                         | ۱۵۳۱۵     | ۱۳۸۴/۱۲/۲۴ |       |
| ۱۳   | آب‌انبار فاضلخانی    |       | صفویه             | شهرستان سرایان، بخش سه قلعه، داخل شهر سه قلعه                                                          | ۱۶۴۵۰     | ۱۳۸۵/۰۸/۲۷ |       |
| ۱۴   | تپه حصار بالا       |       | قرن چهارم تا هشتم | شهرستان سرایان، بخش مرکزی، دهستان آیسک، ۹ کیلومتری جنوب روستای بنی خانیک                               | ۱۶۴۵۳     | ۱۳۸۵/۰۸/۲۷ |       |
| ۱۵   | آب‌انبار بی‌بی حسین   |       | قاجاریه           | شهرستان سرایان، بخش سه قلعه، دهستان چاه طالب، داخل روستای بسطاق                                        | ۱۶۴۶۶     | ۱۳۸۵/۰۸/۲۷ |       |
| ۱۶   | مسجد جامع سه قلعه   |       | صفوی              | شهرستان سرایان، بخش سه قلعه، داخل شهر سه قلعه                                                          | ۱۶۴۶۹     | ۱۳۸۵/۰۸/۲۷ |       |
| ۱۷   | رباط خیرات احمد بیک |       | قاجاریه           | شهرستان سرایان، بخش سه قلعه، دهستان دو کوهه، ۲۱ کیلومتری جنوب شهر سه قلعه                              | ۱۶۴۷۲     | ۱۳۸۵/۰۸/۲۷ |       |
| ۱۸   | مزار میر زاها       |       | ۱۲۰۷ ق            | شهرستان سرایان، داخل شهر سرایان، قبرستان قدیمی شهر                                                     | ۱۶۴۷۳     | ۱۳۸۵/۰۸/۲۷ |       |
| ۱۹   | آب‌انبار کمال        |       | صفویه             | شهرستان سرایان، بخش مرکزی، داخل شهر آیسک                                                               | ۱۷۰۵۳     | ۱۳۸۵/۱۱/۰۸ |       |
| ۲۰   | آب‌انبار محمد باقران |       | صفویه             | داخل شهر آیسک                                                                                          | ۱۷۰۵۵     | ۱۳۸۵/۱۱/۰۸ |       |
| ۲۱   | چنشت                |       | قرن ۵ تا ۹ ه‍.ق     | شهرستان سربیشه، بخش مود، دهستان نهارجان، روستای چنشت                                                   | ۱۷۰۷۶     | ۱۳۸۵/۱۱/۰۸ |       |
| ۲۲   | خانه حسام الدیوان   |       | قاجاریه           | شهرستان سرایان، شهر سه قلعه، خیابان امام خمینی، کوچه وحدت                                              | ۱۹۱۶۴     | ۱۳۸۶/۰۳/۰۳ |       |
| ۲۳   | قلعه قلاع سرایان    |       | قرن ۵ تا ۹ ه‍.ق     | شهرستان سرایان، بخش مرکزی، دهستان مصعبی، ۱/۵ کیلومتری شمالشرق روستای همبو                              | ۱۹۲۰۳     | ۱۳۸۶/۰۳/۱۳ |       |
| ۲۴   | محوطه کله‌کوب        |       | کالکولتیک         | شهرستان سرایان، بخش مرکزی، شهر آیسک، زمین‌های مزروعی متعلق به صدیقه خدیوی                               | ۲۳۰۰۵     | ۱۳۸۷/۰۳/۰۷ |       |
| ۲۵   | خانه یزدانی         |       | قاجار             | شهر سرایان، خیابان امام خمینی، کوچه روبروی حسینه                                                       | ۲۳۹۰۹     | ۱۳۸۷/۰۹/۱۸ |       |